# Премия имени Н. Н. Боголюбова (ОИЯИ)
Премия имени Н. Н. Боголюбова — международная премия имени математика и физика-теоретика Н. Н. Боголюбова, присуждаемая Объединённым институтом ядерных исследований (ОИЯИ) за лучшие работы в области теоретической физики.

## Лауреаты
| Год       | Лауреаты          | Страна   | Обоснование |  |
| --------- | ----------------- | -------- | --- |  |
| 1996      | А. А. Логунов     | Россия   | За выдающийся вклад в квантовую теорию поля |  |
| 1996      | Ян Чжэньнин       | США      | За выдающийся вклад в теорию элементарных частиц |  |
| 1999      | В. Г. Барьяхтар   | Украина  | За выдающиеся достижения в области теоретической физики |  |
| 1999      | И. Р. Пригожин    | Бельгия  | За выдающиеся достижения в области теоретической физики |  |
| 2001/2002 | А. Н. Тавхелидзе  | Россия   | За основополагающий вклад в теорию цветных кварков |  |
| 2001/2002 | Йоитиро Намбу     | США      | За основополагающий вклад в теорию цветных кварков |  |
| 2003/2005 | Юлиус Весс        | Германия | За выдающийся вклад в теоретическую физику, в особенности за развитие новых алгебраических и геометрических подходов к формулировке квантовой теории поля |  |
| 2003/2005 | В. Г. Кадышевский | Россия   | За выдающийся вклад в теоретическую физику, в особенности за развитие новых алгебраических и геометрических подходов к формулировке квантовой теории поля |  |
| 2006/2008 | Б. Е. Патон       | Украина  | За выдающийся вклад в науку и развитие международного сотрудничества |  |
| 2006/2008 | Д. В. Ширков      | Россия   | За выдающийся вклад в теоретическую физику, в особенности, за развитие новых методов в квантовой теории поля |  |
| 2014      | В. А. Рубаков     | Россия   | За выдающиеся достижения в теоретической и математической физике, вклад в развитие международного научного сотрудничества и подготовку молодых учёных |  |
| 2014      | Marc Henneaux     | Бельгия  | За выдающиеся достижения в теоретической и математической физике, вклад в развитие международного научного сотрудничества и подготовку молодых учёных |  |
| 2019      | Д. И. Казаков     | Россия   | За выдающийся вклад в развитие квантовой теории поля, теории перенормировки и ренормгруппы, раскрывающих перенормировочные свойства суперсимметричных теорий поля, за пионерские работы по многопетлевым вычислениям в квантовой теории поля |  |
| 2019      | Đàm Thanh Sơn     | Вьетнам  | За достижения в области квантовой хромодинамики, приложений теории струн и дуальности между калибровочной теорией поля и гравитацией, затрагивающие основные вопросы сильно взаимодействующих систем многих тел, за новаторские работы по транспортным коэффициентам, таким как вязкость и проводимость, и по сильно связанным трехмерным калибровочным теориям |  |